# The Long Run
The Long Run é o sexto álbum de estúdio da banda Eagles, lançado a 24 de Setembro de 1979.
A canção "In the City" faz parte da trilha sonora e aparece nos créditos do filme The Warriors. A canção também é tocada no episódio 7 da terceira temporada (The Ricklantis Mixup) da serie animada Rick e Morty.
Foi o primeiro álbum sem a participação do membro fundador Randy Meisner, que foi substítuido por Timothy B. Schmit.
A banda ganhou o seu quarto Grammy Awards, pela música "Heartache Tonight" na categoria "Best Rock Performance By A Duo Or Group With Vocal".

## Faixas

### Lado 1
1. "The Long Run" (Don Henley, Glenn Frey) – 3:42
2. "I Can't Tell You Why" (Timothy B. Schmit, Henley, Frey) – 4:56
3. "In the City" (Joe Walsh, Barry De Vorzon) – 3:46
4. "The Disco Strangler" (Don Felder, Henley, Frey) – 2:46
5. "King of Hollywood" (Henley, Frey) – 6:28

### Lado 2
1. "Heartache Tonight" (Henley, Frey, Bob Seger, J.D. Souther) – 4:27
2. "Those Shoes" (Felder, Henley, Frey) – 4:57
3. "Teenage Jail" (Henley, Frey, Souther) – 3:44
4. "The Greeks Don't Want No Freaks" (Henley, Frey) – 2:21
5. "The Sad Café" (Henley, Frey, Walsh, Souther) – 5:35